# Estela López García
Estela López García (nacida el 22 de diciembre de 1986) es una periodista financiera. 

## Primeros años y educación
Estela López García nació en Santiago, Chile. Estudió en el Colegio José Luis Lagrange, antes de licenciarse en Periodismo y Ciencias Políticas en la Universidad Diego Portales de Santiago y en la Universidad Pompeu Fabra de Barcelona, España. Amplió su formación con un máster en escritura creativa en la Barcelona School of Management de agosto de 2018 a junio de 2019.

## Carrera profesional
López empezó su carrera como periodista en los primeros años de sus estudios universitarios. En 2005-2006, estuvo a cargo del área de comunicaciones y relaciones públicas de la Federación Ecuestre de Chile.
Entre 2006 y 2011, trabajó como periodista y fotógrafa para Desarrollos Inmobiliarios y Constructora Valle Grande S.A. en Santiago, supervisando la revista corporativa y las estrategias de contenido a través de múltiples plataformas.
En 2010, se unió al equipo periodístico de la red internacional de noticias CNN Chile. Formó parte del equipo que informó durante las primeras horas tras el terremoto de Chile de 2010.
Tras dos años en CNN Chile, fue seleccionada para realizar una pasantía en la Organización de los Estados Americanos (OEA) en Washington, D.C., donde colaboró en proyectos transfronterizos dentro del Departamento de Comunicación Estratégica y Prensa.
Tras regresar a Chile, López pasó al sector financiero a mediados de 2012, formando parte del equipo fundador del diario económico Pulso, que más tarde se fusionó con La Tercera, uno de los principales diarios nacionales de Chile.
Después de Pulso, trabajó como directora de comunicaciones en Junaeb, una agencia estatal chilena centrada en el apoyo económico y social a niños vulnerables. Durante su etapa en Junaeb, dirigió el "Plan Contra la Obesidad Estudiantil" con el objetivo de llevar este problema a la agenda pública. El programa, ahora denominado "Contrapeso", recibe financiación estatal y está implementado en todas las escuelas públicas de Chile.
Tras superar un período de crisis en Junaeb, López regresó a la prensa escrita como periodista senior en Revista Qué Pasa, parte del conglomerado de medios Copesa, cubriendo las elecciones presidenciales de 2017, temas nacionales como la tenencia ilegal de armas, las prácticas ilícitas de préstamos, los negocios en el fútbol chileno, el dopaje en las carreras de caballos y las denuncias comunitarias contra la Cofradía Náutica, entre otros.
En 2018 Estela López recibió una beca de la ca:UPF Barcelona School of Management para realizar un máster en Escritura Creativa en España, por lo que se trasladó a vivir allí.
Fue periodista freelance para varias publicaciones durante sus estudios de posgrado, entre ellas The Clinic, Media.cat y Revista Paula.
En 2020, López se trasladó a Estocolmo, Suecia, para unirse al equipo editorial de Diet Doctor, una empresa de nutrición.
A mediados de 2023, pasó a formar parte del equipo editorial de Haveton y es la redactora jefe del sitio financiero español Finanzasjustas.com y revisora de artículos financieros en los sitios financieros escandinavos Finansvalp.se y Finansplassen.no.
En 2023, participó en la presentación en el Instituto Cervantes de Estocolmo de las biografías de Salvador Allende y Víctor Jara, ambas escritas por el escritor español Mario Amorós y publicadas en la conmemoración del 50 aniversario del Golpe de Estado chileno.